# Andreas Augustsson
Andreas Augustsson, född 26 november 1976 i Häljarp, är en svensk före detta fotbollsspelare. Han spelade vanligtvis under sin karriär som mittback. 
Han värvades i december 2012 för spel i Gais. Efter säsongen 2013 avslutade Augustsson sin fotbollskarriär.

## Meriter
- Allsvensk mästare med IF Elfsborg säsongerna 2006 och 2012

## Seriematcher / mål
- 2012 : 17 / 1 (Elfsborg
- 2011: 28 / 1 (i Elfsborg)
- 2009/10 : 14/1 (i AC Horsens)
- 2008 : 20 / 0 (Elfsborg)
- 2007: 24 / 2 (i Elfsborg)
- 2006: 25 / 3 (i Elfsborg)
- 1997/98: 0/0 (i FC Twente)
- 1996/97: 0/0 (i FC Twente)
- 1995/96: 1/0 (i FC Twente)

Källa: www.svenskfotboll.se